# Liste der portugiesischen Botschafter in Mauretanien
Die Liste der portugiesischen Botschafter in Mauretanien listet die Botschafter der Republik Portugal in Mauretanien auf. Die beiden Staaten unterhalten seit dem 3. März 1975 diplomatische Beziehungen. Am 27. Januar 1976 akkreditierte sich der erste portugiesische Botschafter in Mauretanien.
Gegenseitige Botschaften richteten die beiden Länder bisher nicht ein, es bestehen jedoch gegenseitige Honorarkonsulate in der jeweiligen Hauptstadt.
Der Botschafter Portugals im Senegal ist in der mauretanischen Hauptstadt Nouakchott doppelakkreditiert.

## Missionschefs
| Name                                        | Bild        | Amtszeit                           | Anmerkungen |
| Mauretanien                                 | Mauretanien | Mauretanien                        | Mauretanien |
| ------------------------------------------- | ----------- | ---------------------------------- | ----------- |
| João de Sá Coutinho Sotto Maior             |             | 27. Januar 1976–?                  |             |
| Jorge Syder                                 |             | ? 1977 –22. März 1977              |             |
| Carlos Maria Moni Tavares de Matos Taquenho |             | 9. November 1983 (–22. April 1988) |             |
| Fernando Pinto dos Santos                   |             | ? 1989 –16. Juni 1989              |             |
| Jorge Raúl da Silva Preto                   |             | ? 1997 –19. Juni 1997              |             |
| João Luís Niza Pinheiro                     |             | ? 1999 –2. Juli 1999               |             |
| Paulo Jorge Pedreira do Nascimento          |             | 1. April 2015 –31. August 2018     |             |
| Vítor Paulo da Costa Sereno                 |             | seit dem 18. September 2018        |             |